# Galbalcyrhynchus leucotis
Galbalcyrhynchus leucotis là một loài chim trong họ Galbulidae.